# Sphecodes bluethgeni
Sphecodes bluethgeni (лат.) — вид одиночных пчёл из рода Sphecodes (триба Halictini, семейство Halictidae). Назван в честь крупного немецкого энтомолога Paul Blüthgen (1880—1967).

## Распространение
Гималаи, Бутан.

## Описание
Длина тела самок 7-7,5 мм (самцы неизвестны). Отличаются округлым пронотумом между верхней и боковой поверхностями; вертекс без продольного киля; пигидиальная пластинка узкая почти равна ширине метабазитарзуса; костальный край заднего крыла с 5-6 гамулями. Общая окраска головы и груди чёрная. Слабоопушенные насекомые, тело почти голое. Самки: лабрум с широким апикальным выступом без продольного валика; метабазитибиальная пластинка отсутствует; задние голени без корзиночки. Клептопаразиты других видов пчёл.